# Грас Вали (Орегон)
Грас Вали (енгл. Grass Valley) град је у америчкој савезној држави Орегон.

## Демографија
По попису из 2010. године број становника је 164, што је 7 (-4,1%) становника мање него 2000. године.
| Група             | 2000.       | 2010.       |
| Белци             | 157 (91,8%) | 154 (93,9%) |
| Афроамериканци    | 0 (0,0%)    | 0 (0,0%)    |
| Азијати           | 2 (1,2%)    | 0 (0,0%)    |
| Хиспаноамериканци | 6 (3,5%)    | 5 (3,0%)    |
| Укупно            | 171         | 164         |